# Fiscaal beleid
In de economie en de politieke wetenschappen is fiscaal beleid het gebruik van de overheidsinkomsten (belastingen) en overheidsuitgaven als middelen om de economie te beïnvloeden.
De twee belangrijkste instrumenten van het fiscale beleid zijn de overheidsbelastingen en veranderingen in het niveau en de samenstelling van de belastingen en de overheidsuitgaven. Beide kunnen de onderstaande variabelen in de economie beïnvloeden:
- De geaggregeerde vraag en het niveau van de economische activiteit;
- De verdeling van de inkomens;
- Het patroon van de allocatie van middelen binnen de publieke sector en in relatie tot de private sector.

Fiscaal beleid verwijst naar het gebruik van de overheidsfinanciën om de economische activiteit te beïnvloeden.

## Voetnoten
1. ↑  O' Sullivan, Arthur, Steven M. Sheffrin, Economics, Savvas Learning Company, 2022, Paramus, New Jersey, zie hier, ISBN 0-13-063085-3. Gearchiveerd op 4 juni 2023.